# ماشین سنگ‌زنی استوانه‌ای

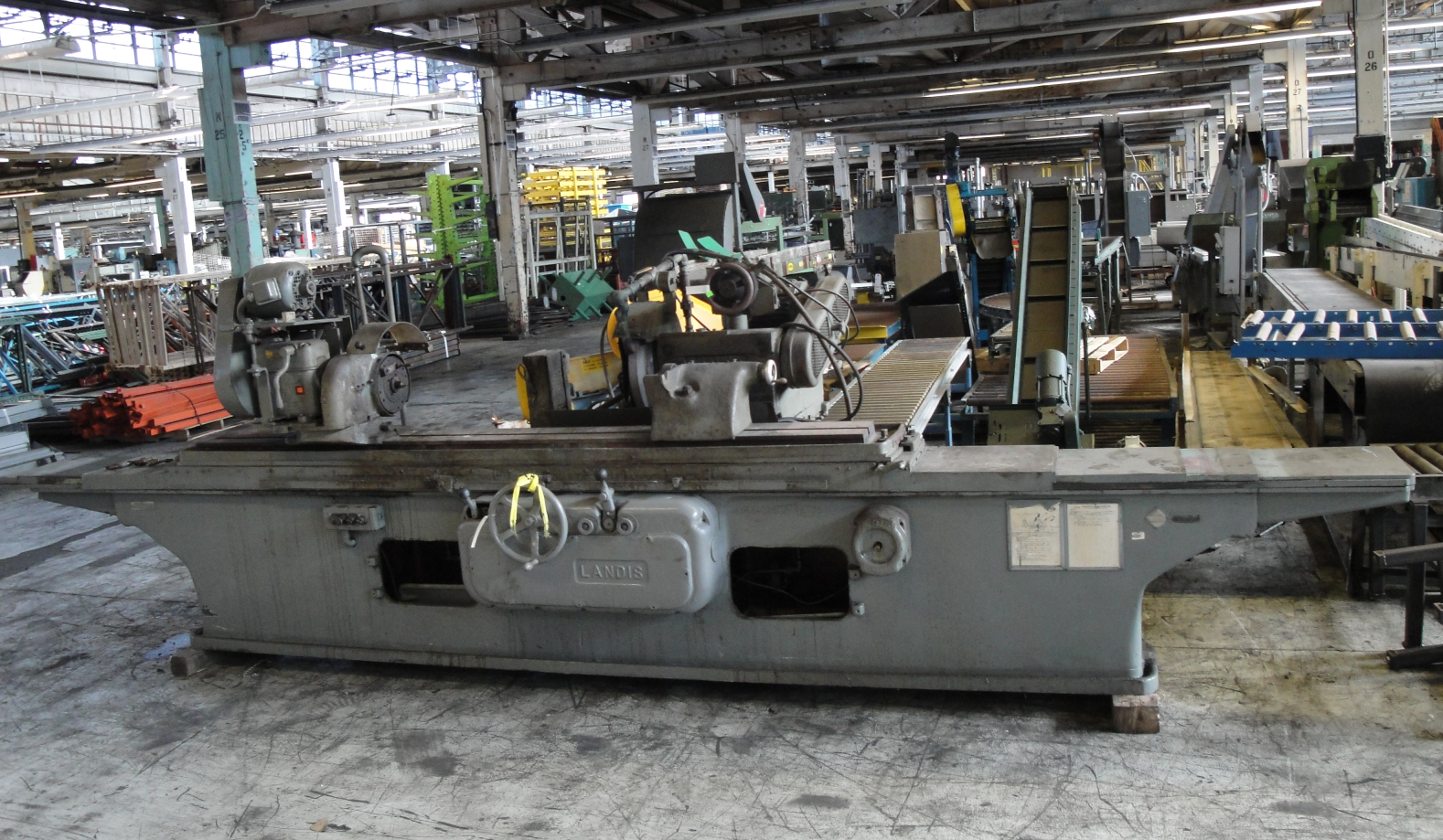
ماشین سنگ‌زنی استوانه‌ای

ماشین سنگ‌زنی استوانه‌ای( Cylindrical grinder)  یک ماشین سنگ‌زنی است که برای شکل‌دهی سطح خارجی یک جسم استفاده می‌شود. ماشین سنگ‌زنی استوانه‌ای می‌تواند بر روی اجسام مختلفی کار کند با این حال جسم باید دارای یک محور مرکزی چرخش باشد. این وسیله شامل بادامک ، میل لنگ اشکال بیضوی استوانه‌ای می‌باشد ولی محدود به آنها نیست. 
ماشین سنگ‌زنی استوانه‌ای دارای چهار بخش مهم کار به صورت زیر می‌باشد:
1-جسمی که سنگزنی  روی آن انجام می‌شود، باید دائما حین فرآیند در حال چرخش باشد.
2-چرخ سنگ‌زنی باید دائما در حال چرخش باشد.
3-چرخ سنگ‌زنی از سمت اطراف کار فید( feed) می‌شود. 
4-چرخ سنگ‌زنی یا جسمی که سنگ زده می‌شود نسبت به یکدیگر حرکت عرضی دارند.
معمولا اغلب ماشین‌های سنگ‌زنی هر چهار حرکت را به کار می‌گیرند ولی ماشین‌هایی وجود دارد که فقط سه مورد اول را از چهار عمل انجام میدهد.

## تاریخچه
خاستگاه ماشین سنگ‌زنی مانند خیلی از ماشین‌آلات مدرن دیگر از اختراعات افراد می‌باشد. ایده اختراع ماشین سنگ‌زنی از جان ویلکینسون و هنری مادسلی که به ترتیب اولین ماشین حفاری افقی و اولین ماشین تراش را اختراع کردند نشات می‌گیرد. ماشین سنگ‌زنی استوانه‌ای بیشتر پیشرفت خود را از شروع انقلاب صنعتی به ویژه هنگام ظهور تولید فولاد محکم و قابل اعتماد و ارزان و پس از آن بهبود چرخ سنگ زنی مدیون است. اساس سنگ‌زن استوانه‌ای امروزی برای اولین بار در دهه 1830 توسط دو نفر به نام‌های جاناتان بریجیز و جیمز ویتون که به طور مستقل کار می‌کردند ساخته شد. مشخص نیست که چه کسی برای اولین بار این ماشین را تولید کرده است، اما اختراع هر دو ارتباط نزدیکی با اولین ظاهر تاریخی این ماشین و نوع امروزی آن دارند، همچنین حدود 40 سال طول کشید تا بهبود و اصلاح این ابزار اتفاق بیفتد.
شرکت براون اند شارپ ( Brown & Sharpe ) یکی از اولین سازندگان ماشین چرخ خیاطی بود. جوزف براون معتقد بود سوزن چرخ خیاطی و میله آن باید از فولاد سخت شده ساخته شود، این موضوع منجر به آزمایش و ساخت یک ماشین سنگ‌زنی استوانه‌ای شد. اولین تلاش صرفاً یک ماشین تراش کوچک بود که یک چرخ سنگ‌زنی روی آن نصب شده بود. تلاش‌های بعدی منجر به نمایش ماشین سنگ‌زنی استوانه‌ای در نمایشگاه صدمین سالگرد اختراع در سال 1876 شد. 
شرکت برانون اند شارپ را نمی‌توان تنها به خاطر پیشرفت‌های پیشگام در سنگ‌زنی استوانه‌ای نسبت داد. مردی در والتام ماساچوست، آمبروز وبستر، در سال 1860 یک ماشین سنگ‌زنی کوچک درست کرد که حاوی تمام پیشرفت‌هایی بود که براون و شارپ ادعا می‌کردند اختراع اصلی خودشان است. همچنین اهمیت دقت و ضریب اطمینان آن توسط چارلز نورتون مورد توجه قرار گرفت.
نورتون کارمند براون اند شارپ بود که شرکت را ترک کرد و به این فکر بود که ماشین سنگ‌زنی استوانه‌ای فقط یک ابزار تکمیلی نیست، بلکه می‌تواند جزء اصلی ماشین‌آلات باشد. شرکت سنگ‌زنی نورتون را تأسیس کرد و در آنجا به بهبود ماشین‌های سنگزنی استوانه‌ای با استفاده از بهبود مقادیر سرعت دوران (دور در دقیقه) سریع‌تر و تلرانس‌های دقیق‌تر پرداخت. او در 18 آوریل 1925 مدال جان اسکات و ممتاز را برای اختراع "دستگاه‌های سنگ‌زنی دقیق با قدرت بالا" به دست آورد و مورد تقدیر قرار گرفت. این استانداردهای توسعه یافته توسط نورتون تا اواسط قرن بیستم موجود بود. 
باقی‌مانده نوآوری‌های تکنولوژیکی قابل اعمال در ماشین سنگ‌زنی استوانه‌ای تقریباً به با بقیه ماشین‌های ابزار یکسان و درهم تنیده است. نوآوری 70 سال گذشته را می‌توان با سه موج تغییر مشخص کرد. اولین موج ایجاد کنترل عددی توسط جان تی پارسونز در دهه 1940 بود. نیروی هوایی ایالات متحده که به دنبال ابزاری سریع‌تر، ارزانتر و کارآمدتر برای تولید قطعات و ابزار برای هواپیماها بود، نقش بزرگی در توسعه کنترل عددی(NC ) هم از نظر سیاسی و هم از نظر مالی ایفا کرد. اولین پیاده سازی NC در ماشین ابزار در دهه 1950 رخ داد و تا دهه 1960 ادامه یافت. موج دوم نوآوری که در دهه‌های 1970 و 1980 رخ داد، با تقاضای انبوه برای میکروکامپیوترها برای هدایت NC مشخص شد. پیوستن کامپیوترها نشانگر تولد کنترل عددی کامپیوتری بود که یک بار دیگر توانایی ماشین سنگ‌زنی استوانه ای را متحول کرد. اکنون این دستگاه قادر به دریافت دستورالعمل از یک کامپیوتر است که به آن جهت دقیق در مورد هر ابعاد و اندازه‌گیری برای تولید محصول مورد نظر را میدهد. این یک محیط کاری کاملاً متفاوت در مقایسه با تولید اواسط قرن بود که در آن یک کارگر مجبور بود ماشین را در هر نقطه کنترل کند که چگونه کار را انجام دهد. موج سوم تغییر در دهه 1990 با ظهور رایانه شخصی آغاز شد. ادغام CNC و رایانه شخصی در یک سیستم پویا امکان کنترل بیشتر فرآیند تولید را فراهم می‌کند که نیاز به نظارت کمی یا بدون نظارت انسانی داشت.

## روشهای مختلف سنگ‌زنی استوانه‌ای
پنج نوع مختلف ماشین سنگزنی استوانه‌ای وجود دارد: سنگ زن با قطر خارجی (OD)، سنگ زن با قطر داخلی (ID)، سنگ زن غوطه ور، سنگ زن فید خزشی و سنگ زن بدون مرکز

### سنگ‌زن با قطر خارجی ( Outside diameter grinding )

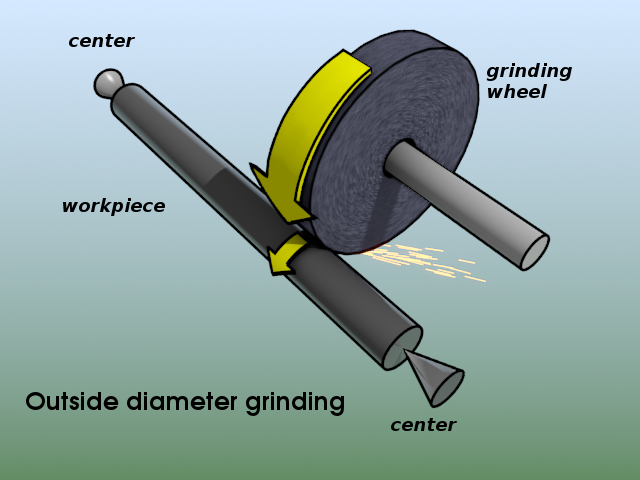
سنگ‌زنی استوانه‌ای قطر خارجی

سنگ زنی OD سایشی است که روی سطح خارجی یک جسم بین مراکز رخ می‌دهد. مراکز واحدهای انتهایی با یک نقطه هستند که امکان چرخش جسم را فراهم می‌کنند. چرخ سنگ‌زنی نیز هنگام تماس با جسم در همان جهت می‌چرخد. این حرکت به طور موثر به این معنی است که در هنگام تماس دو سطح در جهت مخالف حرکت می‌کنند که امکان عملکرد نرم‌تر و احتمال گیر کردن کمتر را فراهم می‌کند.

### سنگ‌زن با قطر داخلی ( Inside diameter grinding )

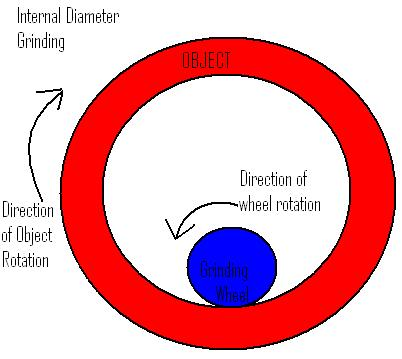
سنگ‌زنی استوانه‌ای قطر داخلی

سنگ‌زنی با قطر خارجی  ، سنگ‌زنی است که در داخل یک جسم اتفاق می‌افتد. چرخ سنگ زنی همیشه کوچک‌تر از عرض سوراخ موجود در جسم است. جسم توسط یک کولت ( collet  ) در جای خود نگه داشته می‌شود که همچنین جسم را در جای خود می‌چرخاند.  درست مانند سنگزنی OD. چرخ سنگ‌زنی و جسم در جهت مخالف می‌چرخند و تماس جهت معکوس دو سطحی را که در آن سنگ‌زنی اتفاق می‌افتد، ایجاد می‌کند.

### سنگ‌زن غوطه‌ور (Plunge grinding)
نوعی از سنگ زنی  OD است، با این حال تفاوت عمده این است که چرخ سنگ‌زنی به جای عبور از جسم، تماس مداوم با یک نقطه از جسم برقرار می‌کند.

### سنگ‌زن فید خزشی(Creep feed grinding)
این حالت شکلی از سنگ‌زنی است که در آن با یک بار عبور چرخ، عمق کامل برش برداشته می‌شود. عملکرد موفقیت‌آمیز این تکنیک می‌تواند زمان ساخت را تا 50% کاهش دهد، اما اغلب دستگاه سنگ‌زنی مورد استفاده باید به طور خاص برای این منظور طراحی شود. این شکل هم در سنگ‌زن استوانه‌ای و هم در سنگ‌زن سطحی رخ می‌دهد.

### سنگ‌زن بدون مرکز (Centerless grinding)

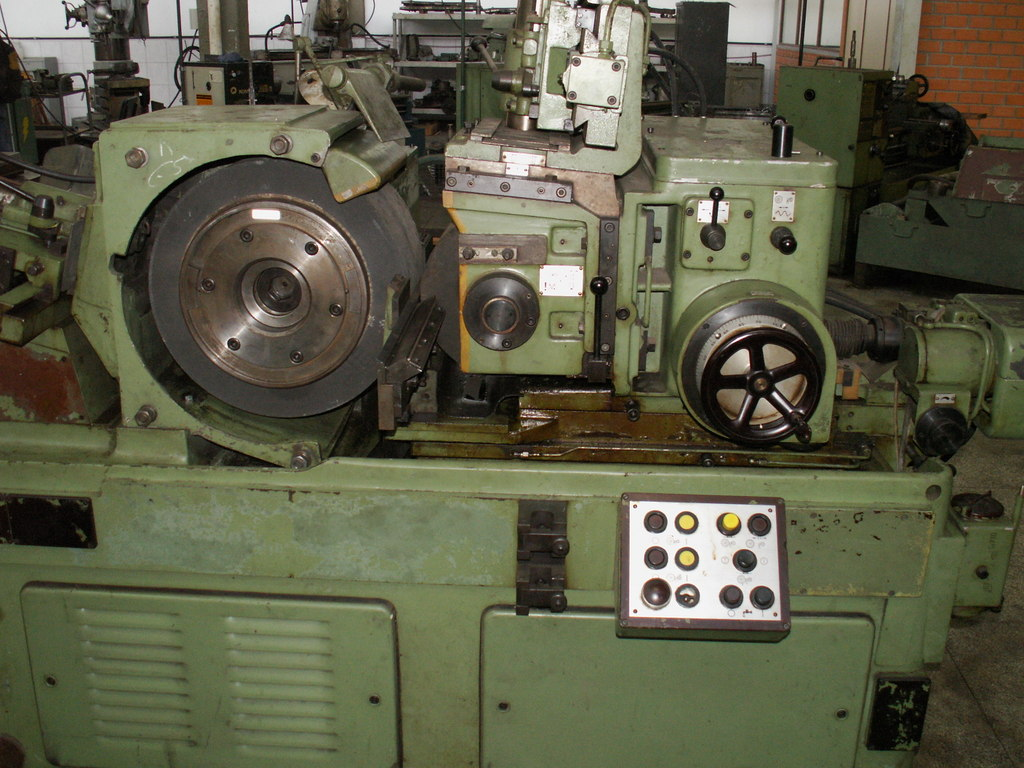
سنگ‌زن بدون مرکز استوانه‌ای

شماتیک نحوه عملکرد سنگ‌زنی استوانه‌ای بدون مرکز

سنگ‌زنی بدون مرکز نوعی سنگ‌زنی است که در آن هیچ کولت یا جفت مرکزی وجود ندارد که جسم را در جای خود نگه دارد. در عوض، یک چرخ تنظیم کننده وجود دارد که در سمت مخالف جسم با چرخ سنگ زنی قرار گرفته است. نقطه کار جسم را در ارتفاع مناسب نگه میدارد اما تاثیری بر سرعت چرخش آن ندارد. تیغه کار کمی به سمت چرخ تنظیم زاویه دارد، با خط مرکزی قطعه کار بالاتر از خطوط مرکزی چرخ تنظیم می‌شود و این بدان معنی است که نقاط بالا تمایلی به ایجاد نقاط پایین متناظر مخالف ندارند و از این رو میتوان گردی قطعات را بهبود بخشید. ترکیب سنگ‌زنی بدون مرکز با روش‌های بارگذاری خودکار بسیار آسان تر از سنگ‌زن مرکزی است. سنگ‌زنی از طریق تغذیه، جایی که چرخ تنظیم با زاویه کمی نسبت به قطعه نگه داشته می‌شود به طوری که نیرویی وارد قطعه از طریق سنگ‌زن شود، بسیار کارآمد است.

## روش‌های کنترل
سه روش اساسی وجود دارد که یک اپراتور می تواند با یک سنگزن استوانه‌ای تعامل داشته باشد. دستکاری دستی دستگاه، کنترل عددی با سیستم کارت پانچ یا با استفاده از کنترل عددی کامپیوتری با استفاده از یک رابط از پیش موجود طراحی شده برای آن دستگاه یا با استفاده از رایانه شخصی به عنوان رابط برای برقراری ارتباط با سنگ‌زن. دو گزینه اول امروزه به ندرت مورد استفاده قرار می‌گیرند. سنگزن‌های استوانه‌ای CNC پیشرفته‌ترین، کارآمدترین و قابل اعتمادترین سیستم‌ها در صنعت تولید هستند.

## کاربردها
سنگزن استوانه‌ای علت انبوهی از نوآوری‌ها و اختراعات در پیشرفت علم و فناوری است. در هر موقعیتی که نیاز به فلزکاری بسیار دقیق باشد، سنگزن استوانه‌ای قادر است دقت بالایی را ارائه دهد. از صنعت خودرو گرفته تا کاربردهای نظامی.مزایای سنگزن استوانه‌ای بسیار زیاد است.